# 鮎貝盛次
鮎貝 盛次（あゆかい もりつぐ）は、安土桃山時代から江戸時代前期にかけての武将。伊達氏の家臣。家格は一家の第一席。出羽国置賜郡鮎貝城主。

## 生涯
弘治元年（1555年）、鮎貝盛宗の子として、出羽置賜郡下長井荘の鮎貝城にて誕生。
天正2年（1574年）9月、芋川の敵を討取り、伊達輝宗に献上した。鮎貝城は最上氏との境に位置しており、鮎貝氏は伊達氏側の臣として家格は一家の上座にあった。天正12年（1584年）、輝宗が家督を政宗に譲り隠居した際、隠居城となる館山城が完成するまで、居城である鮎貝城に輝宗を迎えている。
天正15年（1587年）10月14日、長男・忠旨（宗信）が、最上義光の策で謀反を起こし鮎貝城に拠って兵を上げた。盛次は忠旨に説得を試みたが失敗、高玉城に帰還した盛次は政宗に討伐を要請する。政宗は湯目景康、泉田重光、宮沢元実らの軍勢を差し向け、鮎貝城を攻撃した。忠旨は最上義光へ援軍を要請したが後援は来ず、忠旨は籠城を諦め夜半密かに城から脱出し、最上領へ逃亡した。鮎貝城に残存していた数百人は討ち取られた。その後、盛次は政宗より忠義の志を賞され、柴田郡堤邑の領地を下賜され、家督は次男・宗益が継承し、一家の上席に復した。
天正16年（1588年）1月5日、盛次は米沢城に登城し、政宗に新年の御礼を述べる。天正19年（1591年）、奥州再仕置きにより、政宗が岩出山へ移る際、盛次も従い、柴田郡堤邑に移った。
寛永元年（1624年）死去。享年70。

## 系譜
- 父：鮎貝盛宗
- 母：不詳
  - 弟：高玉茂兵衛
  - 弟：左近宗倶
- 妻：不詳
  - 長男：鮎貝忠旨（宗信）（最上氏に通じ謀反を謀るが失敗。最上領に出奔する。妻は最上義光の姉）
  - 次男：鮎貝宗益（宗定）（鮎貝家を相続）

## 登場作品
- 独眼竜政宗（1987年、鮎貝日傾斎 - 演：辻村真人）